# Neolythria tenuiarcuata
Neolythria tenuiarcuata är en fjärilsart som beskrevs av Eugen Wehrli 1934. Neolythria tenuiarcuata ingår i släktet Neolythria och familjen mätare. Inga underarter finns listade i Catalogue of Life.